# Estereotipos sobre los judíos
Los estereotipos sobre los judíos son representaciones generalizadas de los judíos, a menudo caricaturizadas y de naturaleza prejuiciosa y antijudía. La diáspora judía ha sido estereotipada durante más de 2,000 años como chivos expiatorios de una multitud realizada, como por ejemplo: los judíos siempre actúan con una total hostilidad implacable hacia los cristianos, los rituales religiosos de los judíos que se creía que habían socavado específicamente a la iglesia y al estado, y los asesinatos habituales de los judíos contra los cristianos y musulmanes como sus actos más extremos. El antijudaísmo continuó a lo largo de los siglos y llegó a su clímax en el Tercer Reich durante la Segunda Guerra Mundial. Los judíos de hoy en día siguen siendo estereotipados como avariciosos, quisquillosos, tacaños y discretos acumuladores de riqueza y a menudo son representados en caricaturas, historietas y carteles de propaganda contando dinero o coleccionando diamantes. Las primeras películas, como Cohen's Advertising Scheme (1904, cine mudo), estereotipaban a los judíos como «mercaderes intrigantes».
Los objetos, frases y tradiciones comunes que se usan para enfatizar o ridiculizar el judaísmo incluyen bagels, tocar el violín, klezmer, someterse a la circuncisión,  regatear y pronunciar varias frases en yidis como mazel tov, shalom, y oy vey. Otros estereotipos judíos son el rabino, la madre judía quejosa y culpable, a menudo junto con un niño judío manso y simpático, y la princesa judía-americana malcriada y materialista por sobre todo.

## Modelos de estereotipos

### Características físicas

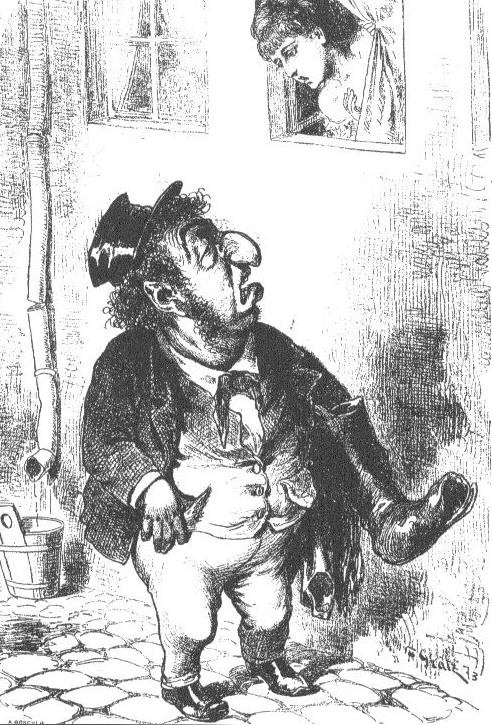
Una caricatura de 1873 que representa las características físicas estereotipadas de un empresario judío.

En caricaturas y carteles, los judíos suelen ser representados de piel tostada o morena, con grandes narices de gancho, ojos oscuros y grandes, con los párpados caídos. Los rasgos faciales judíos exagerados o grotescos eran un tema básico en la propaganda nazi y, con menor frecuencia, en la propaganda soviética. El personaje de Star Wars, Watto, ha sido comparado con caricaturas antisemitas tradicionales.

#### Nariz
La idea de la «nariz judía» grande, o aguileña, sigue siendo una de las características más frecuentes y definitorias para caricaturizar a alguien como judío. Este estereotipo generalizado se remonta al siglo XIII, según la historiadora de arte Sara Lipton. Si bien la representación de la nariz aguileña se originó en el siglo XIII, tuvo un desarraigo en las imágenes europeas muchos siglos después. El primer registro de caricatura antijudía es un garabato detallado representado en el margen superior del Exchequer Receipt Roll (registro fiscal real inglés) en 1233. Muestra a tres judíos de aspecto demente dentro de un castillo, así como a un judío en medio de ellos con una nariz grande. El libro satírico antisemita de 1893 The Operated Jew (El judío operado) gira en torno a una trama de cirugía estética como una «cura» para la judeidad.

#### Pelo

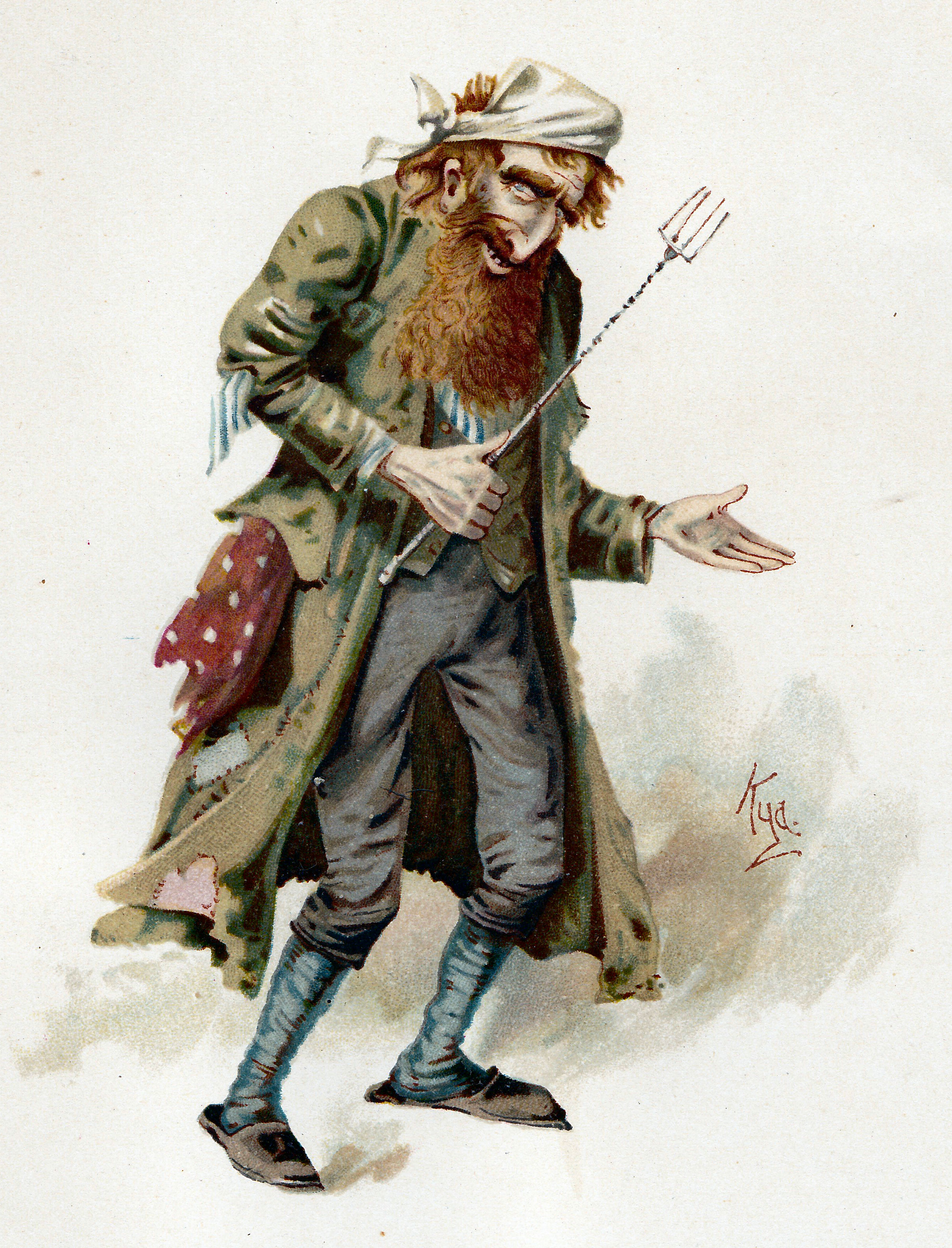
Ilustración en acuarela de Joseph Clayton Clarke de Fagin, un criminal judío pelirrojo estereotipado de la novela de Charles Dickens Oliver Twist.

En la cultura europea, antes del siglo XX, el pelirrojo se identificaba comúnmente como el rasgo distintivo judío negativo. Este estereotipo probablemente se originó porque el cabello rojo es un rasgo recesivo que tiende a encontrar una mayor expresión en poblaciones altamente endógamas, como en las comunidades judías donde a los judíos se les prohibió casarse con extraños. El cabello rojo estaba especialmente relacionado con Judas Iscariote, a quien comúnmente se le mostró el pelo rojo para identificarlo como judío. Durante la Inquisición española, todos aquellos pelirrojos fueron identificados como judíos. En Italia, el pelo rojo se asoció con los judíos italianos.  Escritores desde Shakespeare a Dickens identificarían personajes judíos dándoles el pelo rojo. En la tradición medieval europea, los «judíos rojos» eran un grupo semi-ficticio de judíos pelirrojos, aunque esta historia tiene orígenes oscuros.
En parte debido a sus orígenes étnicos del Medio Oriente, los judíos tienden a ser retratados como morenos y peludos, a veces asociados con una textura de cabello rizado conocida como jewfro». Hay un hongo de bosque marrón comestible, Auricularia cornea, comúnmente conocido como «oreja de judío peludo».

### Avaricia

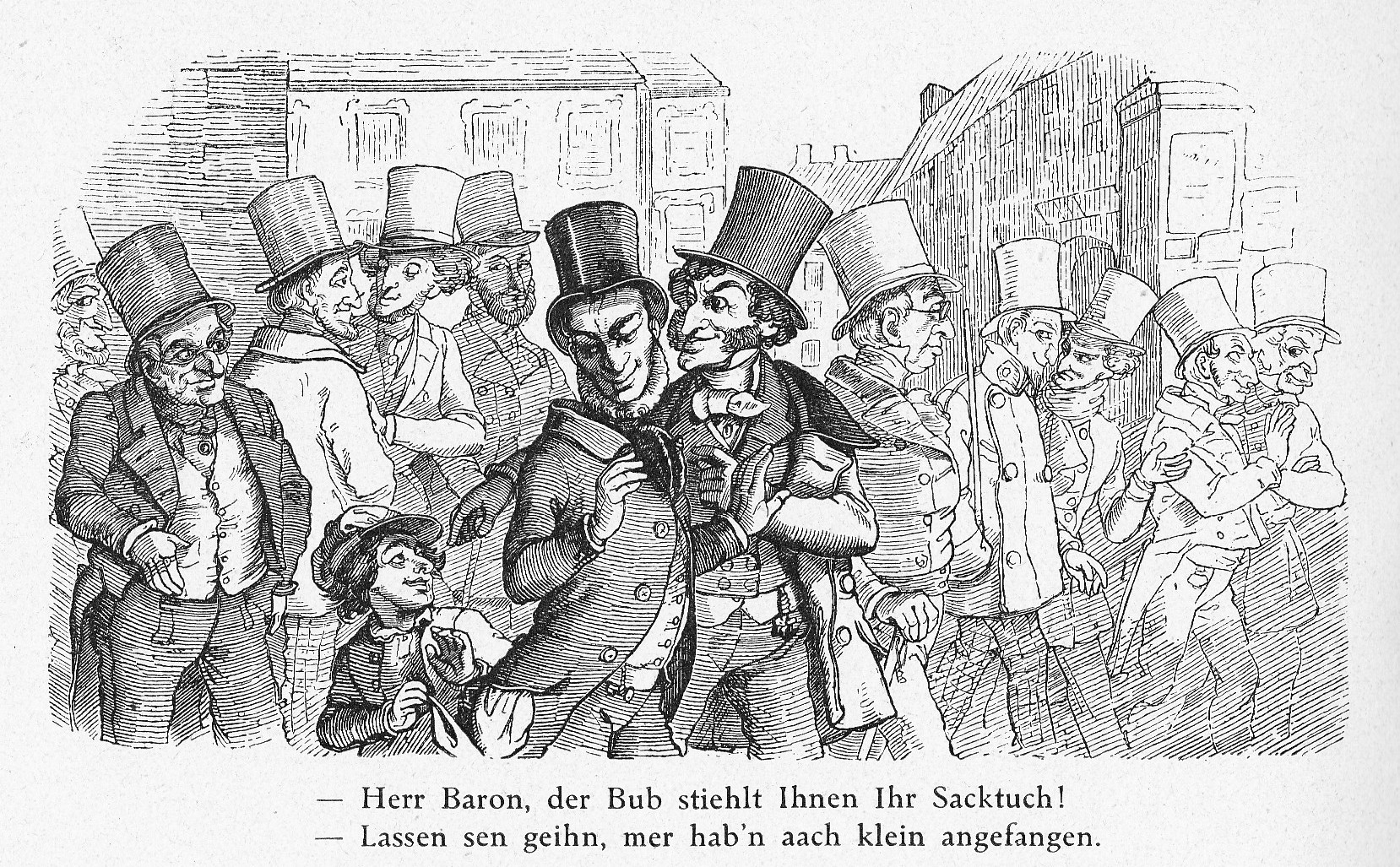
"Milord Baron, ¡ese chico acaba de robarte el pañuelo!" "Déjalo ir; también teníamos que empezar siendo pequeños". Una caricatura alemana de 1851 implica una deshonestidad arraigada en los judíos.

Los judíos a menudo han sido estereotipados como codiciosos y avaros. Esto se origina en la Edad Media, cuando la Iglesia prohibió a los cristianos prestar dinero mientras cobraban intereses —una práctica llamada usura, aunque la palabra más tarde tomó el significado de cobrar intereses excesivos—. Los judíos estaban legalmente restringidos a ocupaciones generalmente prohibidas a los cristianos y, por lo tanto, muchos se dedicaron a prestar dinero. Esto condujo, a través de la Edad Media y el Renacimiento, a la asociación de judíos con prácticas codiciosas.

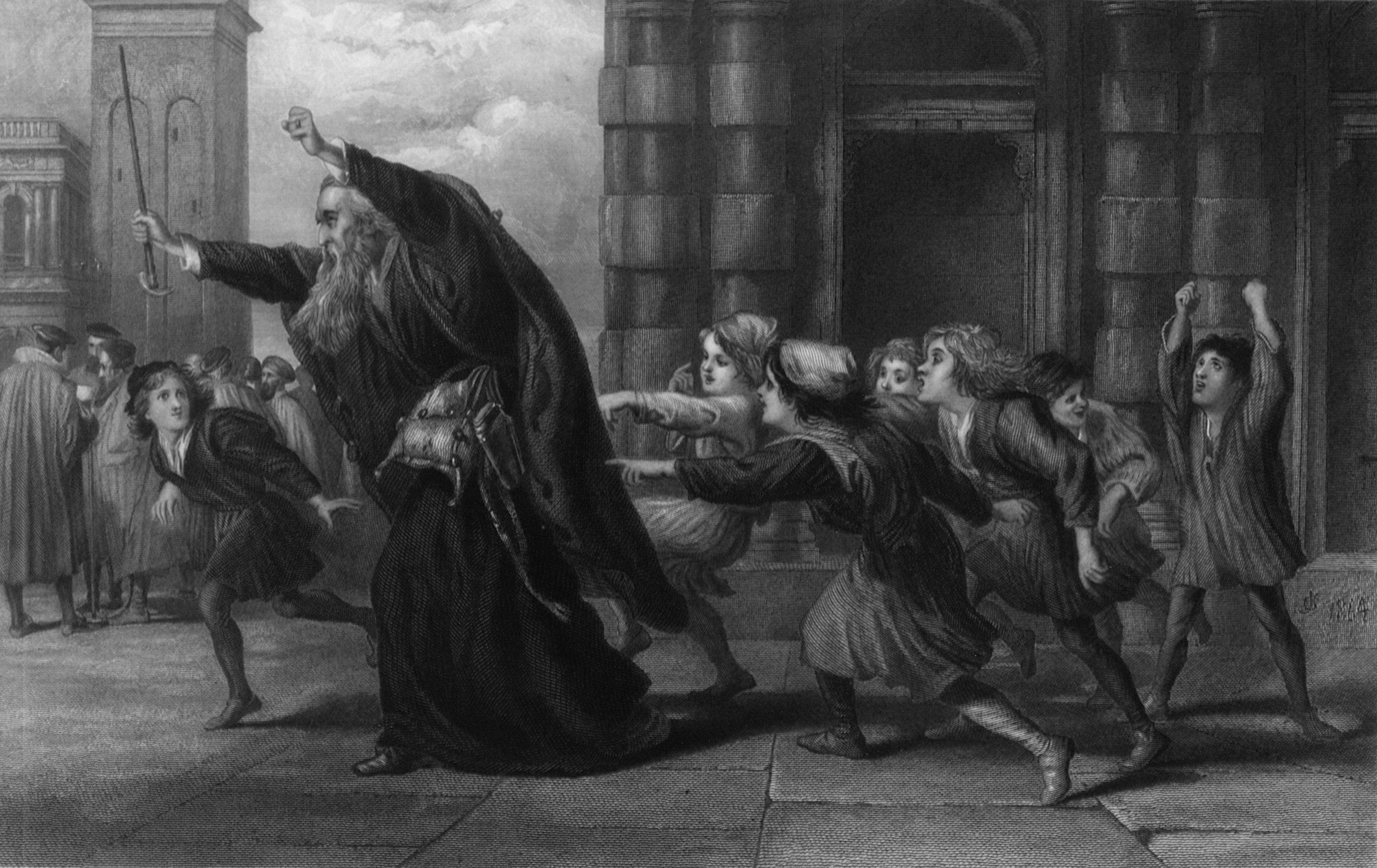
Shylock después del juicio, una ilustración para El mercader de Venecia, «Estereotipos de los judíos».

Publicaciones como Los protocolos de los sabios de Sion y en la literatura, tales como William Shakespeare El mercader de Venecia y Charles Dickens en Oliver Twist reforzaba el estereotipo del judío corrupto. Dickens más tarde expresó su arrepentimiento por su retrato de Fagin en la novela, y atenuó las referencias a su judaísmo. Menores referencias en Arabian Nights, Los Tres Mosqueteros, e incluso en Hans Brinker o los patines de plata, son ejemplos de la prevalencia de esta percepción negativa. Algunos, como Paul Volcker, sugieren que el estereotipo ha disminuido en prevalencia en los Estados Unidos. Una encuesta telefónica entre 1747 adultos estadounidenses realizada por la Liga Antidifamación en 2009 encontró que el 18% creía que «los judíos tienen demasiado poder en el mundo de los negocios», el 13% que «los judíos están más dispuestos que otros a utilizar prácticas sospechosas para obtener lo que quieren», y el 12% dice que «los judíos no son tan honestos como otros empresarios».
La frugalidad, la prosperidad y la codicia judías se encuentran entre los temas típicos de los chistes sobre judíos, incluso por parte de los mismos judíos.

### Mujeres judías
Los estereotipos negativos de las mujeres judías pueden aparecer en la cultura popular. Los estereotipos de madres judías y princesas judío-americanas son bien conocidos y generalizados de mujeres judías.

#### Belleza judía

The Jewess of Tangier (óleo sobre tela de antes de 1808) por Charles Landelle, mostrando una estereotípica «belleza judía»

La «belleza judía» fue un estereotipo literario del siglo XIX. Una figura que a menudo se asocia con tener y causar lujuria sexual, tentación y pecado. Sus rasgos de personalidad podrían ser retratados, ya sea positiva o negativamente. La apariencia típica de la belleza judía, incluía cabello largo, grueso y oscuro, grandes ojos oscuros, un tono de piel verde oliva o muy blanca de piel y una expresión lánguida. Un ejemplo de este estereotipo es Rebecca de Ivanhoe de Walter Scott. Otro ejemplo es Miriam en el romance The Marble Faun de Nathaniel Hawthorne.

#### Madre judía
El estereotipo de madre judía o esposa judía es un estereotipo y personaje común utilizado por comediantes judíos y no judíos, escritores de cine y televisión, actores y autores en los Estados Unidos. El estereotipo generalmente involucra a una madre o esposa regañona, ruidosa, altamente habladora, sobreprotectora, asfixiante y dominante, que persiste en interferir en la vida de sus hijos mucho después de que se han convertido en adultos y que es excelente para hacer que sus hijos se sientan culpables por acciones que pueden haberle causado sufrimiento. El estereotipo de la madre judía también puede involucrar a una madre cariñosa y demasiado orgullosa que está muy a la defensiva con sus hijos frente a los demás. Al igual que los estereotipos de las madres italianas, los personajes de las madres judías a menudo son mostrados cocinando para la familia, urgiendo a sus seres queridos a comer más, y sintiendo gran orgullo por su comida. Alimentar a un ser querido se caracteriza por ser una extensión del deseo de ser madre de los que la rodean. Lisa Aronson Fontes describe el estereotipo como uno de los «cuidados interminables y sacrificios ilimitados» de una madre que demuestra su amor por «la constante sobrealimentación y la incesante preocupación por todos los aspectos del bienestar de sus hijos y de su marido[s]».
Un posible origen de este estereotipo es la investigación de la antropóloga Margaret Mead sobre el shtetl europeo, financiado por el Comité Judío Estadounidense. Aunque en sus entrevistas en la Universidad de Columbia, con 128 judíos nacidos en Europa, revelaron una amplia variedad de estructuras y experiencias familiares, las publicaciones resultantes de este estudio y las numerosas citas en los medios de comunicación populares dieron como resultado el estereotipo de la madre judía: una mujer intensamente cariñosa pero controladora hasta el punto de asfixiar e intentar engendrar una enorme culpa en sus hijos a través del interminable sufrimiento que profesa haber experimentado en su nombre. El estereotipo de la madre judía, por lo tanto, tiene sus orígenes en la comunidad judía estadounidense, y sus predecesores que proceden de los guetos de Europa oriental. En Israel, con su diversidad de orígenes diáspora y donde la mayoría de las madres son judías, la misma madre estereotipada es conocida como la «madre polaca» (ima polania).
El cómico Jackie Mason describe a las madres judías estereotipadas como padres que se han vuelto tan expertos en el arte de pinchar a sus hijos que tienen títulos honoríficos en «acupuntura judía». Rappoport observa que las bromas sobre el estereotipo tienen menos base en el antisemitismo que en los estereotipos de género. William Helmreich está de acuerdo, observando que los atributos de una madre judía -sobreprotección, prepotencia, agresión e inducción a la culpa- también podrían ser atribuidos a madres de otras etnias, desde italianas hasta mujeres de color pasando por puertorriqueñas.
La asociación de este estereotipo de género con las madres judías en particular, se debe, según Helmreich, a la importancia que el judaísmo tradicionalmente concede al hogar y a la familia, y al papel de la madre dentro de esa familia. El judaísmo, como lo ejemplifica la Biblia —por ejemplo, la Mujer de Valor— y en otras partes, ennoblece la maternidad y asocia a las madres con la virtud. Este ennoblecimiento se incrementó incluso más por la pobreza y las dificultades de los judíos de Europa Oriental que emigraban a los Estados Unidos —durante el período 1881-1924, cuando se produjo una de las mayores oleadas de inmigración de este tipo—, donde los requisitos de trabajo duro de los padres se transmitían a los hijos a través de la culpabilidad: «Trabajamos tan duro para que puedas ser feliz».
Otros aspectos del estereotipo están arraigados en el deseo de los padres judíos inmigrantes de que sus hijos tengan éxito, lo que resulta en un empuje hacia la perfección y una continua insatisfacción con cualquier cosa menos: «¿Así que sacaste un aprobado? Esto podía haber sido un sobresaliente». Hartman observa que la raíz está en el autosacrificio de los inmigrantes de primera generación, incapaces de aprovechar plenamente la educación estadounidense por sí mismos, y la consiguiente transferencia de sus aspiraciones al éxito y al estatus social, de ellos mismos a sus hijos. Una madre judía obtiene un estatus social vicario por los logros de sus hijos, que ella misma no puede alcanzar.
Una de las primeras figuras maternas judías en la cultura popular estadounidense fue Molly Goldberg, retratada por Gertrude Berg, en la comedia de situación The Goldbergs en la radio de 1929 a 1949 y en la televisión de 1949 a 1955. Pero el estereotipo tal como se entendió en el siglo XX fue ejemplificado por otras figuras literarias. Estos incluyen al personaje Rose Morgenstern de Herman Wouk 1955 en la novela Marjorie Morningstar, Mrs Patimkin en Goodbye, Columbus por Philip Roth, y Sophie Ginsky Portnoy en Portnoy's Complaint también por Philip Roth.
Según Sylvia Barack Fishman la caracterización de los personajes Morningstar y Sophie Portnoy es que, cada una de ellas, es «una mujer judía enérgica que trata de controlar su vida y los acontecimientos que la rodean», que es «inteligente, elocuente y agresiva», que no acepta pasivamente la vida sino que trata de moldear los acontecimientos, los amigos y las familias, para que coincidan con sus visiones de un mundo ideal.
La madre judía se convirtió en uno de los dos personajes femeninos de la literatura en el siglo XX, y el otro fue la princesa judía estadounidense. El enfoque del estereotipo también era diferente al de sus precursores. Los escritores judíos habían empleado previamente el estereotipo de una matrona autoritaria, pero su enfoque no siempre había sido la mujer, sino el hombre ineficaz a quien ella dominaba, por necesidad. El enfoque del estereotipo de la madre judía que surgió se basó en un cambio en las circunstancias económicas de los judíos estadounidenses durante el siglo XX. Estos judíos ya no luchaban contra los inmigrantes de primera generación, sino que vivían en barrios empobrecidos.
El ethos de trabajo de la «mujer soldado» de las mujeres judías, y los niveles de ansiedad y dramatización de sus vidas, fueron vistos como excesivos para estilos de vida que —para los judíos de clase media— se habían vuelto mucho más seguros y suburbanos a mediados de siglo. La literatura judía se centró en las diferencias entre las mujeres judías y lo que los judíos veían como los diversos puntos de vista idealizados de las mujeres estadounidenses, la «bomba rubia», la «gatita sexual», o la dulce y dócil rubia «pastel de manzana» que siempre apoyó a su hombre. En contraste, los escritores judíos consideraban que la mujer judía, todavía elocuente e inteligente, era, en comparación, agresiva, poco refinada y poco atractiva.
Fishman describe el estereotipo de la madre judía utilizado por los escritores judíos masculinos como «una imagen grotesca de la proverbial Mujer de valor». Una madre judía era una mujer que tenía sus propias ideas sobre la vida, que intentaba conquistar a sus hijos y a su marido, y que usaba la comida, la higiene y la culpa como sus armas. Al igual que Helmreich, Fishman observa que si bien comenzó como un estereotipo universal de «género», ejemplificado por la crítica de Erik Erikson al «Momism» en 1950 y la explosión de Philip Wylie, en su Generation of Vipers de 1942, en contra de «dear old Mom» (la cara de la vieja madre), que ataba a toda América masculina a las cuerdas de su delantal, rápidamente se asoció altamente con las madres judías en particular, en parte porque la idea se convirtió en un elemento básico de la ficción judía americana.
Este estereotipo tuvo una recepción mixta a mediados del siglo XX. En su ensayo de 1967 In Defense of the Jewish Mother, Zena Smith Blau defendió el estereotipo, afirmando que los fines, inculcando virtudes que resultaron en el éxito, justificaban los medios, el control a través del amor y la culpa. El hecho de estar atados a la mamá mantenía a los niños judíos alejados de «los amigos, en particular los de familias inmigrantes pobres de origen rural en las que los padres no valoraban la educación». Un ejemplo del estereotipo, tal como se había desarrollado en la década de 1970, fue el personaje de Ida Morgenstern, madre de Rhoda Morgenstern, quien apareció por primera vez en un papel recurrente en The Mary Tyler Moore Show, y más tarde como habitual en Rhoda.
Según Alisa Lebow, a finales del siglo XX y el siglo XXI, el estereotipo de la madre judía «ha desaparecido» de las películas. Ella observa que no parece haber habido ningún esfuerzo consciente por parte de los guionistas o cineastas para reescribir o cambiar el estereotipo, en cumplimiento de alguna agenda revisionista, sino que simplemente ha retrocedido una generación. A pesar de esto, el concepto de la madre judía mientras que declina en el cine todavía se puede ver en la cultura popular. Un uso de la cuerda estereotipada de la madre judía se puede ver en el popular programa de televisión The Big Bang Theory, que se estrenó en 2007, y fue interpretado por el personaje de la madre de Howard Wolowitz que únicamente se escucha como personaje de voz. La Sra. Wolowitz es ruidosa, autoritaria y sobreprotectora con su hijo. En el programa de televisión South Park, Sheila Broflovski, la madre del protagonista Kyle Broflovski, es judía y representa una caricatura de los estereotipos asociados con su origen étnico y su papel, como hablar en voz alta y con un «acento de Nueva Jersey» y ser sobreprotectora con su hijo.

#### Princesa judía estadounidense
El de la princesa judía estadounidense ("JAP") es un estereotipo peyorativo que retrata a algunas niñas judías como mocosas malcriadas, inmersas en el materialismo y el egoísmo, atributos que provienen esencialmente de ser ricas y mimadas. Este estereotipo a menudo se ha descrito en los medios estadounidenses contemporáneos desde mediados del siglo XX. Las «princesas» son retratadas como privilegiadas y sufren de neurosis.
Un ejemplo de uso humorístico de este estereotipo aparece en la canción de Frank Zappa «Jewish Princess» de 1979, presente en el álbum doble Sheik Yerbouti. Los comediantes judíos como Sarah Silverman también satirizaron el estereotipo, al igual que el director Robert Townsend en su comedia titulada BAPS.
Según Machacek y Wilcox, el estereotipo de la princesa judía estadounidense, no surgió hasta después de la Segunda Guerra Mundial y es «peculiar de la escena estadounidense». En 1987, el Comité Judío Americano celebró una conferencia sobre «Estereotipos actuales de las mujeres judías» en la que se argumentaba que tales bromas «representan un resurgimiento de invectivas sexistas y antisemitas que enmascaran un scrim de misoginia».
El estereotipo era en parte una construcción de algunos escritores judíos de la posguerra y fue popularizado por ellos, sobre todo por Herman Wouk en su novela de 1955, Marjorie Morningstar y Philip Roth] en su novela de 1959 Goodbye, Columbus, con protagonistas que encajan en el estereotipo.
El término "JAP" está asociado al estereotipo llamó la atención a partir de la década de 1970 con la publicación de varios artículos de no ficción como el artículo en Cosmopolitan de Barbara Meyer "Sex and the Jewish Girl" y el artículo de portada, de 1971, en la revista New York de Julie Baumgold, "The Persistence of the Jewish Princess". Las bromas "JAP" se hicieron frecuentes a fines de los años setenta y principios de los ochenta.  Según Riv-Ellen Prell, el ascenso de este estereotipo a la fama en la década de 1970 resultó de las presiones sobre la clase media judía para mantener un estilo de vida visiblemente rico a medida que disminuía la afluencia de la posguerra. El concepto fue el blanco de chistes y fue realizado por muchos, incluyendo judíos.
El tema, tal como se describe en estas fuentes, es sobrecargado por sus padres con atención y dinero, lo que hace que la princesa tenga tanto expectativas poco realistas como culpa, acompañada de la habilidad en la manipulación de la culpa en los demás, lo que resulta en una vida amorosa deficiente. El estereotipo ha sido descrito como «una mujer sexualmente represiva, egocéntrica, materialista y perezosa», que es «malcriada, y demasiado preocupada por la apariencia e indiferente al sexo», siendo este último su rasgo más notable. El estereotipo también retrata relaciones con hombres débiles que son fácilmente controlables y están dispuestos a gastar grandes cantidades de dinero y energía para seguir con la dinámica que tuvo durante su educación. Estos hombres tienden a estar completamente satisfechos con atender sus necesidades interminables de comida, posesiones materiales y atención. A menudo es, aunque no siempre, la base de los chistes tanto dentro como fuera de la comunidad judía.
Frank Zappa fue acusado de antisemitismo por su canción "Jewish Princess", una acusación que negó repetidamente sobre la base de que él no inventó el concepto y que existían mujeres que encajaban en el estereotipo. En los últimos años, algunas mujeres judías han intentado reapropiarse del término "JAP" e incorporarlo como parte de una identidad cultural. También ha sido criticado por su base sexista, y por calificar peyorativamente a las mujeres jóvenes adultas judías estadounidenses de mimadas y materialistas. En periódicos, revistas y ediciones académicas se ha observado preocupación por los incidentes del estereotipo JAP que se utiliza de forma peyorativa en colegios y universidades. El programa de televisión estadounidense Crazy Ex-Girlfriend, creado por Rachel Bloom, presenta una parodia que se puede verse como una forma satírica. la "princesa" está presente en la primera temporada y su personaje Rebecca Bunch es judía.

### Hombres judíos

#### Abogado judío
El del abogado judío es un estereotipo sobre los judíos que los describe, particularmente a los abogados, como inteligentes, codiciosos, explotadores, deshonestos y comprometidos con la depravación moral y el legalismo excesivo.  Ted Merwin escribe que en los Estados Unidos de América el estereotipo se hizo popular a mediados del siglo XX, cuando los judíos comenzaron a ingresar en las profesiones jurídicas. Pero los judíos en realidad comenzaron a ingresar décadas antes y en el momento de la Gran Depresión, muchos de ellos ya formaban parte del establecimiento legal.
El carácter del abogado judío aparece con frecuencia en la cultura popular. Jay Michaelson escribe en The Forward que el personaje de Maurice Levy en la serie dramática The Wire y protagonizada por Michael Kostroff es estereotipada en su quintaesencia con «un acento de Nueva York y piel pálida, cabello castaño y la nariz de los askenazitas, es decir del típico judío americano».
Este estereotipo se parodia en Breaking Bad  y en su precuela Better Call Saul, donde el personaje Saul Goodman es un abogado irlandés estadounidense que pretende ser judío para obtener más clientes, creyendo que esto puede hacerlo más competente como abogado.

### Médico judío
El supuesto deseo de toda madre judía es que su hijo se convierta en médico y que su hija se case con un médico, y que cualquier cosa menos requiere cierto grado de consuelo. Una broma judía hace referencia a una madre judía en la toma de posesión de su hijo como presidente de los Estados Unidos. Se inclina hacia la persona sentada a su lado y se jacta: «¡Sabes, su hermano es médico!».
A diferencia del estereotipo del descarado abogado judío, el médico judío es amable y respetuoso. El médico judío estereotipado es más inteligente y más exitoso que su homólogo no judío. En la serie de televisión My Name is Earl, el personaje Joy, que no es judía, está decepcionada al ver que un médico indio está cuidando a su exmarido y exige ver a «un médico real, un judío».

#### Buen chico judío
El buen chico judío es un estereotipo de la masculinidad judía que circula dentro de la comunidad judía estadounidense, así como en la cultura dominante estadounidense. En Israel y en las partes de la diáspora que han recibido una fuerte exposición a los medios de comunicación estadounidenses que despliegan la representación, el estereotipo ha ganado reconocimiento popular en menor medida. Las cualidades atribuidas al buen chico judío se derivan del ideal asquenazí de אײדלקײַט (eydlkayt , ya sea «nobleza» o «delicadeza» en yidis). De acuerdo con Un heroic Conduct de Daniel Boyarin  (University of California Press, 1997), eydlkayt abraza el estudio, la amabilidad y la sensibilidad que se dice que distinguen al erudito talmúdico y lo convierten en un atractivo socio matrimonial.
La resistencia que un varón judío puede lanzar contra esta imagen en su búsqueda de convertirse en un «hombre normal» ha encontrado su lugar en la literatura judía americana. Norman Podhoretz, exeditor de Commentary, hizo el siguiente comentario sobre las actividades literarias y «extracurriculares» de Norman Mailer:

Pasó toda su vida tratando de extirpar de su alma lo que él mismo llamó el «buen chico judío», que es una de las razones por las que ha hecho tantas cosas escandalosas y se ha metido en problemas, incluso con la policía. Es parte de tratar de superar el terror de toda la vida de ser un marica.

Para el avatar semiautobiográfico de Philip Roth, Alex Portnoy, ni el buen chico judío ni sus contrapartes más agresivamente masculinos —el rudo judío, el jugador de hockey sobre hielo «todo estadounidense»— demuestran ser identidades aceptables para alcanzar. La incesante inestabilidad entre los dos alimenta la novela Portnoy's Complaint .

## Historia

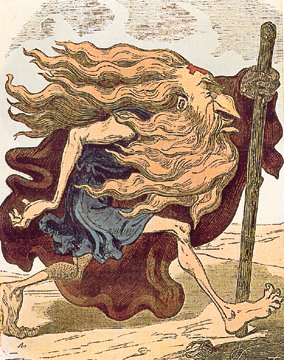
El judío errante, 1852, caricatura basada en estereotipos.

Martin Marger escribe: «Se ha aplicado a los judíos un conjunto de estereotipos negativos distintos y consistentes, algunos de los cuales se remontan a la Edad Media en Europa».  Los alegatos antisemitas, como el libelo de sangre, aparecieron en el siglo XII y se asociaron con ataques y masacres contra judíos. Estos estereotipos son paralelos en los escritos anteriores del Corán (siglo VII) que afirman que la miseria y la bajeza fueron estampadas sobre los judíos, y fueron visitados con la ira de Alá, porque no creyeron en las revelaciones de Alá y mataron a los profetas injustamente. Y por tomar usura, que estaba prohibida para ellos, y debido a que consumían la riqueza de la gente con falsas pretensiones, se les preparó un castigo doloroso.

#### Europa medieval
La representación de los judíos como enemigos históricos del cristianismo, constituye el estereotipo antijudío más perjudicial reflejado en la literatura de finales del siglo X hasta principios del XII. Los judíos a menudo se representaban como consortes satánicos, o como demonios y «encarnaciones del mal absoluto». Físicamente, los judíos fueron retratados como amenazantes, hirsutos, con forúnculos, verrugas y otras deformidades, y algunas veces con cuernos, pezuñas y colas. Tales imágenes se usaron siglos después en la propaganda nazi de los años treinta y cuarenta. Esta propaganda se apoyó en los estereotipos judíos para explicar la afirmación de que el pueblo judío pertenece a una «raza inferior».
Aunque los judíos no se habían asociado particularmente con el préstamo de dinero en la antigüedad, un estereotipo de ellos actuando en esta capacidad se desarrolló a partir del siglo XI. Jonathan Frankel señala que este estereotipo, aunque obviamente es una exageración, tenía una base sólida en la realidad. Si bien no todos los judíos eran prestamistas, la prohibición de usura de la Iglesia Católica significaba que los judíos eran los principales representantes del comercio.

## Prevalencia en los Estados Unidos
David Schneider escribe: «Tres grandes grupos de rasgos son parte del estereotipo judío (Wuthnow, 1982). Primero, los judíos son vistos como poderosos y manipuladores. Segundo, son acusados de dividir sus lealtades entre Estados Unidos e Israel. Un tercero Un conjunto de rasgos se refiere a los valores materialistas judíos, la agresividad, el clanishness».
Alrededor de un tercio de la población judía de Europa emigró en las décadas XIX y principios del siglo XX. Alrededor del 80 por ciento de esos emigrantes eligieron Estados Unidos. Aunque no hay duda de que la representación de los judíos en Europa influyó en los Estados Unidos, no hubo inmensas masacres, pogromos o restricciones legales sobre los judíos. Basado en el hecho de que Estados Unidos está formado por inmigrantes, la identidad judía estadounidense se describe como «fluida, negociable y altamente voluntaria». Dentro de las primeras comunidades judías, las colonias les dieron a los judíos la oportunidad de vivir abiertamente con sus costumbres. La actitud hacia los judíos a los ojos de las autoridades coloniales era que llevaban varios activos para los negocios. La mayoría de los judíos se establecieron en ciudades portuarias y prosperaron en el comercio confiando en los lazos familiares y comunitarios para la negociación. La venta ambulante, específicamente, mejoró la imagen de los judíos a los ojos de los primeros estadounidenses que les permitieron ingresar en sus hogares, alimentarlos y, a veces, dejarlos pasar la noche en su hogar. La venta ambulante dio la oportunidad de arrojar estereotipos de apariencia externa. Los comentaristas notaron que a menudo usaban chaleco y corbata, con un sombrero de copa en la cabeza. Porque entendieron que sería menos probable que un cliente abriera la puerta a un hombre sucio y descuidado que a un hombre con un vestido elegante.
De 1914 a 1918, la Primera Guerra Mundial mejoró la identidad y las actitudes de los judíos estadounidenses, pero se ve ensombrecida por la devastación y la tragedia de la Segunda Guerra Mundial. Por primera vez, los judíos estadounidenses fueron vistos como grandes filántropos, que ahora es una parte central del judaísmo estadounidense. El estereotipo de ser codicioso y avaro parecía estar desafiado. Una nueva organización, el American Jewish Joint Distribution Committee, brindó ayuda a los judíos en el extranjero. Al final de la guerra, el Joint recaudó más de 16.5 millones de dólares, lo que equivale a unos 260 millones $ en la actualidad.
Sin embargo, las actitudes hacia los judíos cambian después de la Primera Guerra Mundial; de 1920 a 1940, Estados Unidos vio los años pico del antisemitismo estadounidense. Muchos judíos de izquierda mostraron simpatía hacia, o incluso apoyaron, la revolución rusa. Los judíos quedaron impresionados por el compromiso soviético de otorgar a los judíos los mismos derechos civiles, políticos y nacionales, lo que alimentó las teorías de conspiración judías. Esta era en la historia estadounidense se llama el temor rojo. Movimientos de restricción de inmigración, como la Ley de Inmigración de 1924, a menudo los individuos expresaban sospecha y odio hacia los judíos.  En el contexto intelectual, los científicos sociales hacían preguntas como: «¿Perderán los judíos alguna vez su identidad racial?» y, «¿Son los judíos una raza inferior?» En 1938, según las encuestas de opinión, alrededor del 50 por ciento de los estadounidenses tenían bajas opiniones sobre los judíos. Los estadounidenses todavía creían que los judíos no eran confiables y eran deshonestos. Muchos esperaban que los estereotipos raciales desaparecieran si los judíos trabajaban para moldearse. Se realizó una gran cantidad de esfuerzos hacia las organizaciones benéficas judías, especialmente para los nuevos inmigrantes, en respuesta al antisemitismo en Estados Unidos.
Los veinte años posteriores a la Segunda Guerra Mundial se consideran la «edad de oro» de los judíos estadounidenses debido al triunfo de la «prosperidad y riqueza, la suburbanización y la aceptación, el triunfo del liberalismo político y cultural y la expansión de posibilidades ilimitadas». Los judíos aumentaron su participación en la cultura estadounidense típica, como películas, entretenimiento público, publicidad y deportes organizados, en particular el béisbol. Más recientemente, se ha descubierto que los estereotipos benignos de los judíos son más frecuentes que las imágenes de naturaleza abiertamente antisemita. La Liga Antidifamación(ADL), lanzó encuestas telefónicas a nivel nacional para analizar las creencias estadounidenses sobre los judíos. La liga concluyó que en 2007, el 15% de los estadounidenses, casi 35 millones de adultos, tienen opiniones «incuestionablemente antisemitas» sobre los judíos. Más de una cuarta parte, el 27% de los estadounidenses creen que los judíos fueron responsables de la muerte de Jesús. El número de afroamericanos con fuertes creencias antisemitas se mantiene alto y estable desde 1992, con un 32% en la actualidad. En una nota más positiva, muchos estadounidenses tienen puntos de vista positivos hacia los judíos sobre ética y familia. Alrededor del 65% de los estadounidenses cree que los judíos tenían un «compromiso especial con la justicia social y los derechos civiles». Alrededor del 79% de los estadounidenses cree que los judíos ponen «énfasis en la importancia de la vida familiar».

## Literatura
Los estereotipos judíos en la literatura han evolucionado a lo largo de los siglos. Según Louis Harap, casi todos los escritores europeos anteriores al siglo XX proyectaban el estereotipo judío en sus obras. Harap cita a Gotthold Ephraim Lessing en su obra Nathan el Sabio (1779) como la primera vez que los judíos fueron retratados en las artes como «los seres humanos, con posibilidades y características humanas». Harap escribe que la persistencia del estereotipo judío a lo largo de los siglos sugiere a algunos que «el tratamiento del judío en la literatura fue completamente estático y esencialmente no se vio afectado por los cambios en la situación judía en la sociedad a medida que esa sociedad misma cambió». Contrasta los puntos de vista opuestos presentados en los dos estudios más completos del judío en la literatura inglesa, uno de Montagu Frank Modder y el otro de Edgar Rosenberg. Modder afirma que los escritores invariablemente «reflejan la actitud de la sociedad contemporánea en su presentación del carácter judío, y que la representación cambia con los cambios económicos y sociales de cada década». En oposición a la «razón histórica» de Modder, Rosenberg advierte que esa perspectiva «es adecuada para disminuir la durabilidad masiva de un estereotipo». Harap sugiere que la recurrencia del estereotipo judío en la literatura es en sí mismo un indicador de la presencia continua de antisemitismo entre los lectores de esa literatura.

### Literatura inglesa

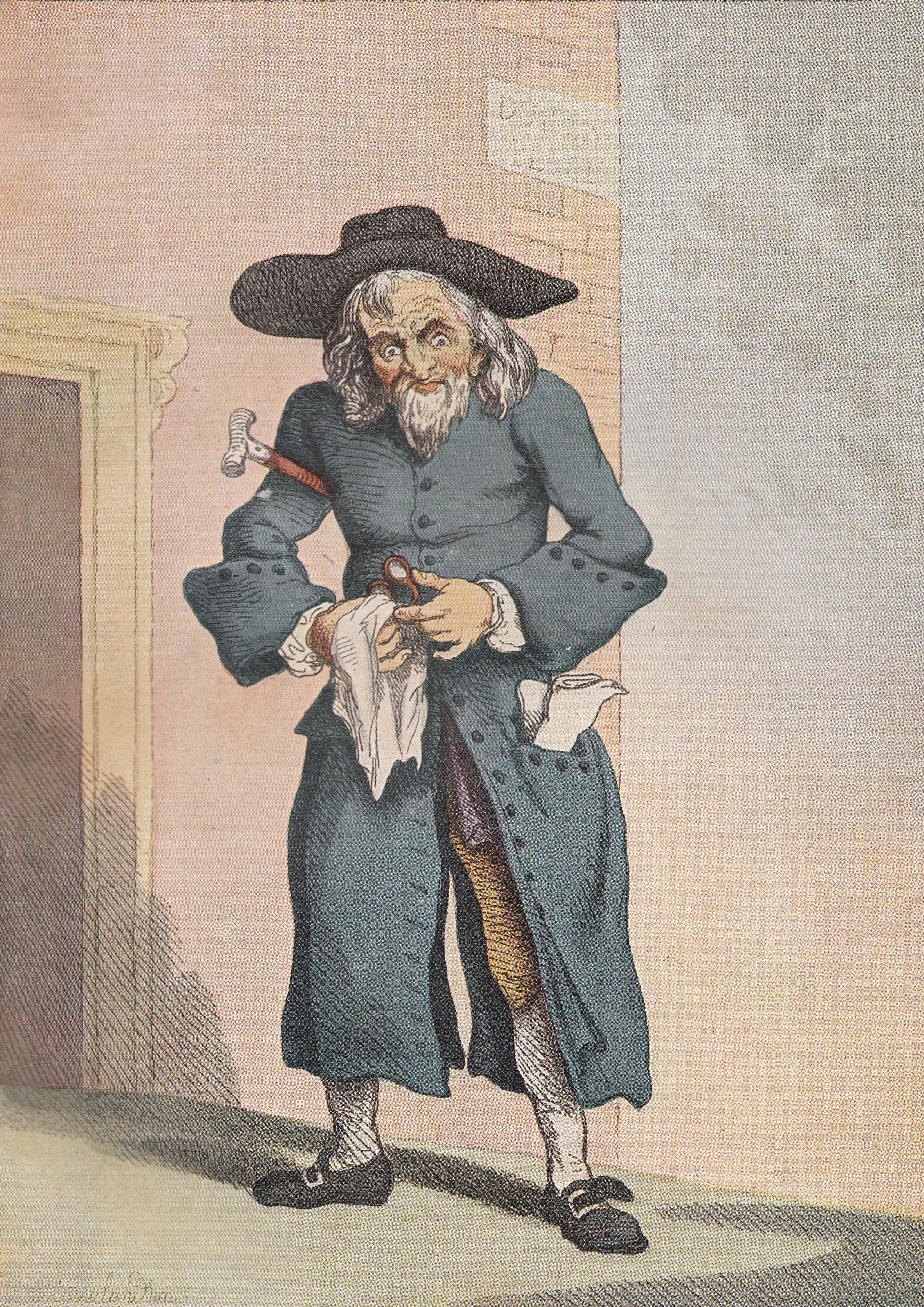
Un corredor de bolsa judío por Thomas Rowlandson, 1789

Aunque los judíos fueron expulsados de Inglaterra en 1290, los estereotipos eran tan arraigados y duraderos que persistieron en la sociedad inglesa, como lo demuestran las presentaciones en literatura inglesa, drama y artes visuales durante el período de casi cuatrocientos años, cuando prácticamente no hubo judíos presentes en las islas británicas. Algunos de los estereotipos más famosos provienen de la literatura inglesa; incluyen personajes como Shylock, Fagin y Svengali. Los estereotipos negativos de los judíos seguían siendo empleados por destacados escritores no judíos del siglo XX, como Dorothy Richardson, Virginia Woolf, T. S. Eliot, Evelyn Waugh y Graham Greene.

### Literatura estadounidense
Hasta el siglo XX, la caracterización de los judíos en la literatura estadounidense se basaba en gran medida en los estereotipos empleados en la literatura inglesa. Aunque los estereotipos judíos aparecieron por primera vez en obras de escritores no judíos, después de la Segunda Guerra Mundial, a menudo eran los propios escritores judíos estadounidenses quienes evocaban tales imágenes fijas. La prevalencia de los estereotipos antisemitas en los trabajos de tales autores a veces se ha interpretado como una expresión de odio hacia uno mismo; sin embargo, los autores judíos estadounidenses también han usado estos estereotipos negativos para refutarlos.

### Performance

#### Acto de vodevilJewface
Jewface fue un acto de vodevil que se hizo popular entre los judíos de Europa del Este que emigraron a los Estados Unidos en la década de 1880. El nombre se deriva del término de maquillaje teatral «blackface», y el acto presentaba artistas que representaban estereotipos judíos, usaban narices grandes de masilla, barbas largas y ropa hecha jirones, y hablaban en un dialecto yidis. Las primeras representaciones fueron hechas por no judíos, pero los judíos pronto comenzaron a producir sus propios actos de «cara judía». A principios del siglo XX, casi todos los actores, gerentes, agentes y miembros de la audiencia de «cara judía» eran judíos. Jewface presentaba música de dialecto judío, escrita por Tin Pan Alley compositores de canciones de música popular. Estos actos de vodevil fueron controvertidos en el momento. En 1909, un destacado rabino reformista dijo que una comedia como esta era «la causa de un mayor prejuicio contra los judíos como clase para todas las demás causas combinadas», y ese mismo año la Conferencia Central de Rabinos Americanos denunció este tipo de comedia.

#### Exhibición
Jewface: Yiddish Dialect Songs of Tin Pan Alley fue una exhibición en el Instituto YIVO para la Investigación Judía de noviembre de 2015 a junio de 2016. La exhibición, comisariada por Eddy Portnoy, se centró en las partituras de esta comedia y utilizó la colección de Jody Rosen.

## Judíos y política
La investigación sobre la votación en los Estados Unidos ha demostrado que los estereotipos juegan un papel crucial en la toma de decisiones de los votantes, tanto a nivel consciente como subconsciente. Los candidatos políticos judíos son estereotipados como liberales. Desde que se involucraron mucho en la política y el proceso electoral en la década de 1930, los líderes y votantes judíos han adoptado posturas liberales en una serie de cuestiones. A partir de ahí, el estereotipo creció y ahora se supone, aunque no siempre es exacto. Un ejemplo de esto tuvo lugar en las elecciones presidenciales de 2000 donde Joseph Lieberman era compañero de Al Gore vicepresidente presidencial. Fue etiquetado como liberal a pesar de que se describió a sí mismo como «crecimiento a favor de los negocios, el comercio y la economía». Aunque había tomado posiciones moderadas y conservadoras en numerosos temas, el estereotipo lo definió para muchos votantes.